# I-140 (表格)
I-140表格，正式名称为外籍劳工移民申请（Immigrant Petition for Alien Worker），是美国雇主向美国公民及移民服务局提交的一种文件，该文件旨在为其外籍雇员申请永久移民身份。该种移民申请是基于外籍劳工在某领域的杰出技能、贡献，或该职位无法找到符合条件的美国劳工的情况。寄出申请表格的雇主被称为“提名者”，而申请表格中涉及的外籍劳工被称为“受益人”，如果是自我提名，则二者为同一人。截至2016年，I-140表格总共计6页，另有10页的填表指南。
外籍人士的非移民身份并不会因该申请被批准而直接发生变化。提交该申请表、获得批准是通过雇佣关系获得美国永久居民身份的步骤之一。

## 提交移民申请的理由
填写、提交I-140表格是部分职业类移民（包括EB-1、EB-2、EB-3）申请的必要流程，而其他职业类移民（包括EB-4、EB-5），则分别需要用到I-360表格和I-526表格。
以下列出了提交I-140表格所有可能的理由：
| 申请类别                                                         | 签证类别 | 申请是否要求劳工许可？ |
| ---------------------------------------------------------------- | -------- | ---------------------- |
| 特别杰出的外籍人士                                               | EB-1     | 否                     |
| 杰出的教授或研究人员                                             | EB-1     | 否                     |
| 跨国公司主管或经理                                               | EB-1     | 否                     |
| 某领域高阶学位的持有者，或具有特殊技能（而未寻求“国家利益豁免”） | EB-2     | 是                     |
| 专业人员（至少拥有学士学位，或拥有和美国学士相当的学历）         | EB-3     | 是                     |
| 熟练工人（要求至少两年专业训练或从业经验）                       | EB-3     | 是                     |
| 其他工人（少于两年专业训练或从业经验）                           | EB-3     | 是                     |
| 申请“国家利益豁免”的专业人员（拥有高阶学位，或具有特殊技能）     | EB-2     | 否                     |